# Talaash: The Answer Lies Within
Pour plus de détails, voir Fiche technique et Distribution.
Talaash: The Answer Lies Within (तलाश: उत्तर के भीतर निहित) est un film indien réalisé par Reema Kagti sorti le 30 novembre 2012. Thriller situé dans les bas-fonds de Mumbai, il donne la vedette à Aamir Khan, Kareena Kapoor Khan et Rani Mukherjee.

## Synopsis
L'inspecteur Surjan (Aamir Khan) enquête sur une mystérieuse disparition ce qui le mène vers un réseau de prostitution. Il fait la connaissance de Rosie (Kareena Kapoor Khan), une prostituée qui allie charme et manipulation. Elle l'aide à élucider le cas.
Par ailleurs, son mariage avec  Roshni (Rani Mukherjee), traverse une période difficile à la suite de la mort de leur fils.

## Fiche technique
- Titre : Talaash: The Answer Lies Within
- Titre original : तलाश: उत्तर के भीतर निहित
- Réalisation : Reema Kagti
- Scénario : Reema Kagti et Zoya Akhtar
- Production : Aamir Khan, Kiran Rao et Farhan Akhtar
- Musique : Ram Sampath
- Maquillage : Hans Pompy
- Photographie : KU Mohanan
- Pays d'origine : Inde
- Langue : hindi
- Genre : thriller
- Durée : 136 minutes
- Date de sortie : 30 novembre 2012

Fiche technique établie à partir d'IMDb.

## Distribution
- Aamir Khan : Inspecteur Surjan Singh Shekhawat
- Kareena Kapoor Khan : Rosie / Simran
- Rani Mukherjee: Roshni Shekhawat
- Nawazuddin Siddiqui: Tehmur
- Raj Kumar Yadav: Devrath Kulkarni
- Shernaz Patel: Frenny
- Vivan Bhatena: Armaan Kapoor
- Sachin Patil: Pandit Sachin
- Aditi Vasudev: Mallika
- Sheeba Chaddha:  Nirmala
- Shivani Tanksale: Roshni l'ami de
- Om Prakash: Yuvraj
- Pariva Pranati : Sonia Kapoor

Distribution établie à partir d'IMDb.

## Réception

### Critique
Dans l'ensemble, Talaash est bien reçu par les critiques qui apprécient la qualité du scénario de Reema Kagti et Zoya Akhtar et des dialogues de Farhan Akhtar bien qu'ils déplorent la faiblesse du dénouement. Ils soulignent également la justesse de l'interprétation de l'ensemble de la distribution ainsi que le rendu de l'atmosphère poisseuse du Mumbai nocturne.

### Box office
Le film obtient une très bonne ouverture à la billetterie, il rapporte 120 000 000 roupies lors de son premier jour d'exploitation en Inde.
- Inde : 902 000 000 roupies[8].
- Étranger : 8,5 millions de dollars[9].